# Canon EOS 7D Mark II
Canon EOS 7D Mark II — цифровой зеркальный фотоаппарат семейства EOS компании «Кэнон», обладающий рядом характеристик, свойственных профессиональным моделям. Представлен 15 сентября 2014 года и является дальнейшим развитием модели EOS 7D. Снята с производства в 2019 году, на замену данной модели пришла камера Canon EOS 90D. Дальнейшего развития серия камер EOS 7D иметь не будет.
Фотоаппарат имеет матрицу с кроп-фактором 1,6 (формат APS-C) и позволяет использовать предназначенные для матриц такого размера объективы EF-S. EOS 7D Mark II впервые в семействе EOS получил 65-точечный модуль автофокусировки, превосходящий по своим параметрам модули, используемые в камерах профессиональной серии EOS-1. Среди других ключевых особенностей модели — 20-мегапиксельная матрица, обеспечивающая автофокусировку методом разности фаз, 252-зонный экспозамер, встроенный GPS-приёмник, скорость съёмки до 10 кадров в секунду и съёмка видео в разрешении 1920 × 1080 с частотой 60 кадров в секунду.
Фотоаппарат поступил в продажу в ноябре 2014 года.

## Отличия от 7D

### Корпус и механика
- Ресурс затвора увеличен со 150 до 200 тысяч срабатываний, задержка срабатывания уменьшена с 59 до 55 мс, добавлен «тихий» режим.
- Более высокий уровень защиты от влаги и пыли.
- Незначительно увеличились размеры корпуса, масса выросла на 50 г.
- Изменения в расположении и назначении кнопок.

### Электроника
- Матрица с разрешением 20 млн пикселей вместо 18 и чувствительностью до 16.000 ISO вместо 6400 ISO; поддержка технологии фазовой автофокусировки Dual Pixel.
- Два процессора DIGIC 6 вместо DIGIC 4. Скорость фотосъёмки выросла с 8 до 10 кадров в секунду, частота кадров видеосъёмки при том же разрешении 1920 × 1080 — с 30 до 60.
- 65-точечная система фазовой автофокусировки вместо 19-точечной.
- Встроенный GPS-приёмник.
- 252-зонный замер при помощи 150-килопиксельной матрицы вместо 63-зонного.
- Дополнительный разъём для карт памяти Secure Digital.
- Разрешение ЖК-дисплея выросло с 640 × 480 (0,92 млн пикселов) до 720 × 480 (1,04 млн пикселов).
- Встроенный стереомикрофон (вместо монофонического), разъём для наушников.
- Поддержка USB 3.0.
- Ведущее число встроенной вспышки уменьшилось с 12 до 11.
- Более ёмкий (1865 вместо 1800 мА·ч) аккумулятор LP-E6N в комплекте (количество снимков по методике CIPA уменьшилось с 800 до 670).
- Добавлен режим видеосъёмки с частотой кадров 50 и 60 в FullHD с межкадровым сжатием
- Возможна потоковая передача несжатого видео YCbCr 4:2:2, 8 бит, через разъём HDMI, также возможен вывод звука

### Интерфейс и настройки
- Убран режим Creative Auto, вместо «зелёного» режима предложен режим Auto+.

## Конкуренты
Наиболее близкими по характеристикам и годам выпуска конкурентами Canon EOS 7D Mark II являются:
- Nikon D500 (2016);
- Nikon D7100 (2013) и сменивший его Nikon D7200 (2015), которые выполняли роль топ-моделей «Никон» с матрицей APS-C до появления D500;
- Pentax K-3 (2013) и Pentax K-3 II (2015);
- Sony SLT-A77 II (2014);
- Samsung NX1 (2014).

## Награды
Canon EOS 7D Mark II стал лауреатом премии TIPA (Technical Image Press Association) в номинации «лучший цифровой зеркальный фотоаппарат для специалистов» (Best Digital SLR Expert, 2015).